# مبرهنة يابانية في مضلع دائري
|                                                                       |  |
| مجموع أنصاف أقطار الدوائر الخضراء = مجموع أنصاف أقطار الدوائر الحمراء |  |

في الهندسة الرياضية، تنص المبرهنة اليابانية على أنه مهما كان شكل تثليث مضلع دائري، فإن مجموع أنصاف أقطار الدوائر الداخلية للمثلثات يكون ثابتا.
وعكس المبرهنة أيضاً صحيح، بحيث إذا كان مجموع أنصاف أقطار الدوائر الداخلية لتثليث معين مستقلاً عن شكل التثليث، فإن المضلع يكون دائرياً.